# USS Marinette (LCS-25)
L'USS Marinette (LCS-25) est un littoral combat ship de classe Freedom de l’United States Navy. C’est le deuxième navire en service naval à être nommé d’après Marinette (Wisconsin), l’endroit où il a été construit, le précédent étant l’USS Marinette (YTB-791), un grand remorqueur de classe Natick,.

## Conception
En 2002, l’US Navy a lancé un programme visant à développer le premier d’une flotte de littoral combat ships. La Navy a d’abord commandé deux navires monocoques à Lockheed Martin, qui sont devenus connus sous le nom de navires de combat côtiers de classe Freedom d’après le premier navire de la classe, l’USS Freedom,. Les navires de combat côtiers aux numéros impairs de l’US Navy sont construits en utilisant la conception monocoque de classe Freedom, tandis que les navires aux numéros pairs sont basés sur une conception concurrente à coque trimaran, la classe Independence de General Dynamics. La commande initiale de navires de combat côtiers concernait un total de quatre navires, dont deux de la classe Freedom. L’USS Marinette est le treizième navire de combat côtier de classe Freedom à être construit.

## Carrière
Fincantieri Marinette Marine a remporté le contrat de construction du navire le 31 mars 2016 et l’a construit dans son chantier naval de Marinette (Wisconsin). Le navire a été lancé le 31 octobre 2020, puis il a été baptisé le 20 novembre 2021,.
L’USS Marinette a été mis en service le 16 septembre 2023, lors d’une cérémonie à Menominee (Michigan). Étaient présents : l’honorable Mike Gallagher, de la Chambre des représentants des États-Unis, 8e district du Congrès du Wisconsin, l’honorable Jennifer Granholm, marraine du navire, l’honorable Russell Rumbaugh, secrétaire adjoint de la Marine pour la gestion financière et contrôleur, le vice-amiral Darse E. Crandall, Jr., juge-avocat général de la Marine, l’honorable Jean Stegeman, maire de Menominee (Michigan), l’honorable Steve Genisot, maire de Marinette (Wisconsin), et Chauncey McIntosh, vice-président et directeur général de Lockheed Martin Integrated Warfare Systems and Sensors.
Le 27 octobre 2023, le commandant en second de l’USS Marinette, le capitaine de corvette Jonathan Volkle, a été retrouvé mort dans un suicide.